# Sengoku (spel)
Sengoku: Way of the Warrior är ett strategidataspel utvecklat av Paradox Development Studio och utgivet av Paradox Interactive. 

Spelaren tar kontroll över en person i den japanska adeln under 1467. Titeln översätts till "krigsstater" och refererar till Sengoku-tiden. Spelets mekanik liknar Crusader Kings II, ett annat paradoxspel. 
| Mottagande      | Mottagande    |
| Samlingsbetyg   | Samlingsbetyg |
| Tjänst          | Betyg         |
| --------------- | ------------- |
| Metacritic      | 70/100        |
| Recensionsbetyg |               |
| Publikation     | Betyg         |
| PC Gamer UK     | 71%           |
| PC Powerplay    | 5/10          |